# پوهلد (ناحیه هاولیتشکوف برود)
پوهلد (به چکی: Pohled) یک منطقهٔ مسکونی در جمهوری چک است که در ناحیه هاولیتشکوف برود واقع شده‌است. پوهلد ۱۰٫۶۷ کیلومتر مربع مساحت و ۷۸۱ نفر جمعیت دارد و ۴۳۷ متر بالاتر از سطح دریا واقع شده‌است.